# John Toland
John Toland (Ardagh, península de Inishowen, Irlanda, 30 de noviembre de 1670 - Londres, 11 de marzo de 1722) fue un filósofo racionalista y librepensador. Educado en las universidades de Glasgow, Edimburgo, Leiden y Oxford. Publicó muchos libros y panfletos sobre filosofía política y religiosa que son consideradas como expresiones pioneras de la filosofía de la Ilustración.

## Biografía
Nació en Ardagh en la península de Inishowen, una región predominantemente católica y de habla irlandesa del condado de Donegal, al noroeste de Ulster. Es probable que haya sido originalmente bautizado como "Seán Eoghain Ui Thuathalláin", aunque creció bajo el sobrenombre de "Janus Junius Toland". 
Tras haberse convertido al protestantismo alrededor de los 16 años, obtuvo una beca para estudiar Teología en la Universidad de Glasgow. Luego asistió a la Universidad de Edimburgo, en Escocia, donde terminó una maestría en 1690 y recibió una beca para pasar dos años estudiando en la Universidad de Leiden en los Países Bajos y, después, dos años en la Universidad de Oxford. 
Su primer libro, Christianity Not Mysterious (1696), motivó que fuera procesado por un juez en Londres y que sus copias fueran quemadas en Dublín. Tras su salida de Oxford, residió en Londres la mayor parte de su vida, aunque continuó visitando periódicamente el continente europeo, en especial Alemania y los Países Bajos. Incluso vivió en el continente entre 1707 y 1710.

## Pensamiento político
John Toland fue la primera persona que fue llamada "librepensador" (por el obispo y filósofo irlandés George Berkeley). Escribió un centenar de libros sobre multitud de temas, pero se centró sobre todo en criticar las instituciones eclesiásticas. Un buen ejemplo de su actividad intelectual lo constituyen los tratados políticos que dedicó a defender causas del Partido Whig.
Muchos estudiosos lo conocen solo por su actividad como biógrafo y editor de republicanos notables del siglo XVII, como James Harrington, Algernon Sidney o John Milton. Sus obras Anglia Libera y State Anatomy expresan su conciliación del republicanismo inglés con una monarquía constitucional.
Pero tras su libro Christianity Not Mysterious sus opiniones se radicalizaron. Su oposición a la jerarquía en la iglesia se extendió a la jerarquía en el estado: los obispos son tan malos como los reyes y los reyes no pueden ser sancionados por la divinidad. En su libro de 1704 Letters to Serena -donde se utiliza la expresión panteísmo- analiza cuidadosamente la manera como se llega a la verdad y por qué la población es propensa a formas de "falsa conciencia".
En política su propuesta más radical fue determinar que la libertad era una característica definitoria de lo que significa ser humano. Las instituciones políticas deben diseñarse para garantizar esta libertad y no solo para establecer el orden. Para Toland, la razón y la tolerancia son los dos pilares de una sociedad óptima. Exactamente lo contrario de la creencia Tory en la existencia y virtudes de una autoridad sagrada, tanto en la iglesia como en el estado.
La creencia de Toland en la necesidad de una igualdad perfecta entre ciudadanos nacidos libres se extendió también a la comunidad judía. En sus Razones para naturalizar los judíos (1714) fue el primero en abogar por una ciudadanía plena y la igualdad de derechos para las personas judías.

## Obras
- Christianity Not Mysterious: A Treatise Shewing, That there is nothing in the Gospel Contrary to Reason, Nor Above It: And that no Christian Doctrine can be properly called A Mystery (1696)
- An Apology for Mr. Toland (1697)
- Amyntor, or the defence of Milton's life (1698)
- Amyntor, or a Defence of Miltons Life (1699)
- The Art of Governing Partys (1701)
- Limitations for the next Foreign Successor, or A New Saxon Race: Debated in a Conference betwixt Two Gentlemen; Sent in a Letter to a Member of Parliament (1701)
- Propositions for Uniting the Two East India Companies (1701)
- Hypatia or the History of a most beautiful, most virtuous, most learned and in every way accomplished lady, who was torn to pieces by the clergy of Alexandria to gratify the pride, emulation and cruelty of the archbishop commonly but undeservedly titled St Cyril (1720)
- Anglia Libera, or the Limitation and Succession of the Crown of England (1701)
- Reasons for Address His Majesty to Invite into England their Highnesses, the Electress Dowager and the Electoral Prince of Hanover (1702)
- Vindicius Liberius (1702)
- Letters to Serena (1704)
- The Primitive Constitution of the Christian Church (c. 1705; publicado póstumamente en 1726)
- The Account of the Courts of Prussia and Hanover (1705)
- Socinianism Truly Stated (por "un panteísta") (1705)
- Adeisidaemon - o "Man Without Superstition" (1709)
- Origines Judaicae (1709)
- The Art of Restoring (1710)
- The Jacobitism, Perjury, and Popery of High-Church Priests (1710)
- An Appeal to Honest People against Wicked Priests (1713)
- Dunkirk or Dover (1713)
- The Art of Restoring (1714) (contra Robert Harley)
- Reasons for Naturalising the Jews in Great Britain and Ireland on the same foot with all Other Nations (1714)
- State Anatomy of Great Britain (1717)
- The Second Part of the State Anatomy (1717)
- Nazarenus, or Jewish, Gentile and Mahometan Christianity (1718)
- The Probability of the Speedy and Final Destruction of the Pope (1718)
- Tetradymus (1720) traducido al inglés en 1751
- Pantheisticon (1720) traducido al inglés en 1751
- History of the Celtic Religion and Learning Containing an Account of the Druids (1726)
- A Collection of Several Pieces of Mr John Toland, ed. P. Des Maizeaux, 2 vols. (1726)